# گروه مچ
گروه مچ (انگلیسی: Match Group) شرکت خدمات دوست‌یابی برخط آمریکایی است، که در سال ۲۰۰۹ تأسیس شد.